# FC Dinamo București în sezonul 1980-1981
Sezonul 1980-81 este al 32-lea sezon pentru FC Dinamo București în Divizia A. Stagiunea a adus o nouă schimbare pe banca tehnică, Valentin Stănescu preluând funcția de antrenor principal. Dinamo a încheiat campionatul pe locul secund, la trei puncte de campioana Universitatea Craiova. În Cupa României, Dinamo a fost din nou eliminată în șaisprezecimile de finală, de Corvinul Hunedoara.

## Rezultate
| Divizia A | Divizia A          | Divizia A             | Divizia A | Divizia A |
| Etapa     | Data               | Adversar              | Stadion   | Rezultat  |
| --------- | ------------------ | --------------------- | --------- | --------- |
| 1         | 2 august 1980      | Jiul Petroșani        | acasă     | 3-0       |
| 2         | 9 august 1980      | FCM Galați            | deplasare | 2-0       |
| 3         | 16 august 1980     | Corvinul Hunedoara    | acasă     | 1-0       |
| 4         | 23 august 1980     | FC Baia Mare          | deplasare | 0-1       |
| 5         | 30 august 1980     | Progresul București   | acasă     | 4-0       |
| 6         | 6 septembrie 1980  | U Cluj                | acasă     | 2-1       |
| 7         | 29 octombrie 1980  | FC Olt                | deplasare | 1-1       |
| 8         | 27 septembrie 1980 | ASA Târgu Mureș       | acasă     | 2-1       |
| 9         | 5 octombrie 1980   | Steaua București      | acasă     | 0-2       |
| 10        | 8 octombrie 1980   | Chimia Râmnicu Vâlcea | deplasare | 2-0       |
| 11        | 19 octombrie 1980  | Poli Iași             | acasă     | 4-0       |
| 12        | 26 octombrie 1980  | FC Argeș              | deplasare | 1-2       |
| 13        | 2 noiembrie 1980   | Sportul Studențesc    | deplasare | 3-0       |
| 14        | 9 noiembrie 1980   | Poli Timișoara        | acasă     | 2-0       |
| 15        | 16 noiembrie 1980  | FCM Brașov            | deplasare | 1-3       |
| 16        | 23 noiembrie 1980  | SC Bacău              | acasă     | 0-0       |
| 17        | 30 noiembrie 1980  | U Craiova             | deplasare | 0-2       |
| 18        | 28 februarie 1980  | Jiul Petroșani        | deplasare | 1-2       |
| 19        | 7 martie 1981      | FCM Galați            | acasă     | 3-1       |
| 20        | 14 martie 1981     | Corvinul Hunedoara    | deplasare | 2-1       |
| 21        | 21 martie 1981     | FC Baia Mare          | acasă     | 3-1       |
| 22        | 28 martie 1981     | Progresul București   | deplasare | 1-1       |
| 23        | 4 aprilie 1981     | U Cluj                | deplasare | 1-1       |
| 24        | 12 aprilie 1981    | FC Olt                | acasă     | 3-0       |
| 25        | 19 aprilie 1981    | ASA Târgu Mureș       | deplasare | 0-2       |
| 26        | 3 mai 1981         | Steaua București      | deplasare | 1-1       |
| 27        | 17 mai 1981        | Chimia Râmnicu Vâlcea | acasă     | 2-1       |
| 28        | 23 mai 1981        | Poli Iași             | deplasare | 0-2       |
| 29        | 27 mai 1981        | FC Argeș              | acasă     | 2-1       |
| 30        | 7 iunie 1981       | Sportul Studențesc    | acasă     | 0-2       |
| 31        | 10 iunie 1981      | Poli Timișoara        | deplasare | 3-3       |
| 32        | 13 iunie 1981      | FCM Brașov            | acasă     | 3-0       |
| 33        | 17 iunie 1981      | SC Bacău              | deplasare | 3-1       |
| 34        | 21 iunie 1981      | U Craiova             | acasă     | 1-1       |

| Cupa României | Cupa României     | Cupa României      | Cupa României | Cupa României |
| Etapa         | Data              | Adversar           | Stadion       | Rezultat      |
| ------------- | ----------------- | ------------------ | ------------- | ------------- |
| șaisprezecimi | 26 noiembrie 1980 | Corvinul Hunedoara | Sibiu         | 0-1 (d.p.)    |

| Legendă    |
| ---------- |
| victorie   |
| egal       |
| înfrângere |